# Van Hangest d'Yvoy
Van Hangest d'Yvoy is een uit Carignan afkomstig geslacht waarvan een lid vanaf 1600 officier in een Waals regiment was en waarvan nazaten sinds 1814 tot de Nederlandse adel behoren. 

## Geschiedenis
De stamreeks begint met Nicolaas Gillesz. (van) Ivoi, lid van een Waals regiment op Fort Sint-Andries in 1600, sergeant in Willemstad en daar overleden in 1636. Bij Souverein Besluit van 28 augustus 1814 werd een nazaat benoemd in de ridderschap van Utrecht. In 1816 werden drie broers  d'Yvoy ingelijfd in de Nederlandse adel en werd datzelfde jaar voor de tot de adel behorende leden de titel van baron verleend.
Het was Maximiliaan Louis van Hangest baron d'Yvoy die als eerste ging behoren tot de Nederlandse adel want hij werd op 28 augustus 1814 benoemd in de ridderschap van Utrecht. (Andere verwanten werden later ingelijfd.) Hij kreeg bij KB van 8 juli 1816, net als zijn verwanten, de titel van baron. De genealoog Bijleveld was uiterst kritisch over de adeldom van het geslacht, publiceerde erover en meende in 1949: "Ingelijfd als baron op alle 1816, zonder eenig recht daarop en met vervalschte stukken verkregen".

## Enkele telgen
- Maximiliaan Ivoi (1717-1783), raad van Utrecht
  - Paulus Hendric Justus van Hangest baron d'Yvoy (1742-1831), raad van Utrecht
  - Daniël Cornelis Egbert d’Yvoy (1744-1806), kolonel, verkreeg in 1813 naamswijziging van Ivoi in d'Yvoy
    - Maximiliaan Louis van Hangest baron d'Yvoy (1774-1840), luitenant, hofmaarschalk van Prins Frederik, ridder Militaire Willems-Orde
    - Paul Engelbrecht van Hangest baron d'Yvoy (1776-1843), lid Provinciale Staten van Gelderland; trouwde in 1801 met Alyda Johanna van Westervelt (1782-1811), dochter van Heribert, heer van Salentein
      - Anna Magdalena van Hangest barones d'Yvoy (1818-1877), bracht huis Salentein in in de familie Van Weede; trouwde in 1846 jhr. mr. Hendrik Maurits van Weede (1817-1866), lid gemeenteraad van Nijkerk, lid Provinciale Staten van Gelderland, kamerheer i.b.d.

    - Jacob Jan van Hangest baron d'Yvoy, heer van Houten en van Mijdrecht (1779-1854), ontvanger van Utrecht, erfde in 1812 Houten van zijn tante, weduwe van Gerlach Theodorus van der Capellen, heer van Mijdrecht, Schonauwen, Houten en 't Gooi
      - Mr. Daniël Maximiliaan Marie van Hangest baron d'Yvoy, heer van Mijdrecht (1827-1892), secretaris van Harderwijk, intendant der groothertogelijke domeinen van Saksen-Weimar-Eisenach, kamerheer i.b.d.
        - Louis Gaspard Adrien van Hangest baron d'Yvoy, heer van Mijdrecht (1857-1927), burgemeester van Ruurlo
          - Daniel Maximiliaan Marie van Hangest baron d'Yvoy, heer van Mijdrecht (1899-1987), burgemeester
            - Henriëtte Louise Mathie van Hangest barones d'Yvoy (1931-2015), burgemeester, ondervoorzitter Nederlandse Adelsvereniging; trouwde in 1954 jhr. mr. Conradin Flugi van Aspermont (1928-1968), burgemeester, lid van de familie Flugi van Aspermont; trouwde in 1977 Barthold Philip baron van Verschuer, heer van Ooy, Persingen en Leur (1925-1987), lid van de familie Van Verschuer

        - Cecilia Johanna van Hangest barones d’Yvoy (1861-1946), hofdame van prinses Hendrik; trouwde in l883 met jhr. mr. dr. Jan Constantijn Nicolaas van Eys, heer van Lienden en Kermesteyn (1856-1907), minister-resident te Lissabon
        - Constance Wilhelmine van Hangest barones d'Yvoy (1871-1960); trouwde in 1891 mr. Jacob Derk Carel baron van Heeckeren van Kell, heer van Ruurlo, Bingerden en Kell (1854-1931), diplomaat en lid van de Eerste Kamer

      - Mr. Johan Frederik van Hangest baron d'Yvoy, heer van Houten (1829-1895)
        - Mr. Jacob Jan Lodewijk van Hangest baron d'Yvoy, heer van Houten (1857-1917), advocaat-generaal bij de Hoge Raad der Nederlanden en procureur-generaal bij het Gerechtshof 's-Gravenhage
          - Anna van Hangest barones d’Yvoy, vrouwe van Houten (1884-1961)

  - Maximiliaan Louis van Hangest baron d'Yvoy, heer van Mijdrecht (1753-1831), luitenant-kolonel, lid van de Hoge Raad van Adel, opperschenker en kamerheer van de koning, erfde in 1812 Mijdrecht van zijn zus, weduwe van Gerlach Theodorus van der Capellen, heer van Mijdrecht, Schonauwen, Houten en 't Gooi